# 側頭川脂鯉
側頭川脂鯉（学名：Potamorhina laticeps），為輻鰭魚綱脂鯉目脂鯉亞目無齒脂鯉科的其中一個種，分布於南美洲馬拉開波湖流域，體長可達25公分，棲息在底中層水域，成群活動，以生活習性不明，可做為食用魚。